# 앙녀쟁투
《앙녀쟁투》는 XTM에서 방송된 오리지널 TV시리즈다.

## 줄거리
모델을 꿈꾸는 여자들의 사랑과 성공 이야기를 담은 드라마다.

## 등장 인물
- 성은 : 성은 역
- 이파니 : 김지우 역
- 김세인 : 정시연 역
- 황현희 : 이기섭 역
- 은유은 : 장혜정 역
- 강민 : 이재훈 역
- 임관우 : 창민 역
- 이덕재 : 김 선생 역
- 견우 : 태일 역
- 임관우 : 창민 역
- 최왕순
- 황봉알
- 하리수
- 곽현화